# Tradewest
Ne doit pas être confondu avec Tradewest Games ou Tradewest Digital.
Tradewest Inc. est une entreprise américaine fondée en 1986, par John Rowe (ancien dirigeant de SNK Corporation of America). Son activité s'établit dans le domaine du développement et l'édition de jeux vidéo. L'entreprise, basée à Corsicana, au Texas, a vécu jusqu'en 1994 où elle fut rachetée par WMS Industries, puis est renommée Midway Home Entertainment en 1996 et devient filiale de Midway Games (elle-même filiale de WMS Industries). Le terme Tradewest réapparait en août 2009 quand la filiale française de Midway Midway Games SAS et la filiale anglaise de Midway Midway Games Ltd est racheté par Martin Spiess qui crée Tradewest Games sous holding appelée Spiess Media Holding UG.

## Description
En 1986 au Texas, John Rowe, Leland Cook et son fils Byron fondent l'entreprise Tradewest à Corsicana.
L'activité de l'entreprise débute dans le secteur de l'arcade en 1986 avec l'édition aux États-Unis de Ikari Warriors, la suite Victory Road, Alpha Mission, la société s'oriente ensuite sur le marché des consoles de jeux et sort divers titres dont John Elway's Quarterback et Ivan 'Ironman' Stewart's: Super Off Road.
En 1987, Tradewest rachète Cinematronics, qui a réalisé Dragon's Lair et Space Ace, puis la renomme Leland Corporation. John Rowe est désigné pour diriger le bureau d'El Cajon, cette décision est motivée par sa réussite dans le monde du jeu vidéo aux commandes de l'entreprise SNK Corporation of America, la filiale américaine de SNK.
Tradewest est racheté en 1994 par WMS Industries. Son renommage Williams Entertainment, Inc. marque la fin de l'apparition de la marque. Williams Entertainment intègre totalement Williams en tant que filiale et son activité est orientée vers le marché de la console de jeux vidéo de salon. En 1996, Williams Entertainment devient filiale de Midway Games (filiale de WMS Industries) qui la renomme Midway Home Entertainment. Ce rachat va permettre à Midway Games d'atteindre le marché de la console de salon et plus particulièrement développer et éditer ses propres jeux sans faire appel à une entreprise de développement extérieure. Les bureaux de Corsicana, ainsi que ceux de San Diego perdureront même sous l'ère Midway, dirigé par Byron Cook, devenant président de Midway Home Entertainment. John Rowe (qui devient vice-président et directeur du développement des produits) développe et publie des jeux sur GameCube, Xbox, PlayStation et PC. Byron Cook quitte l'industrie vidéoludique pour se lancer dans la politique à la fin de l'année 2000. Les locaux de Corsicana ferment en 2002, puis ceux de El Cajon sont déplacés à côté de San Diego. John Rowe fonde High Moon Studios (anciennement appelé Sammy Studios) qui vivra jusqu'en 2001. Les bureaux de Corsicana ferment en 2002.
Le nom Tradewest réapparait en 2009 grâce à la création de Tradewest Games, via le regroupement des bureaux Midway Games Ltd (Londres) et Midway France SAS (Paris),.

## Liste des jeux
- Battletoads (1991)
- Super Double Dragon (1992)
- Battletoads in Battlemaniacs (1993)
- Battletoads and Double Dragon (1993)
- Fun 'n Games(1993)